# Kenny Green (basket-ball, 1964)
Pour les articles homonymes, voir Kenny Green.
Ne doit pas être confondu avec Kenny Green (basket-ball, 1967).
Kenneth Leroy « Kenny » Green, né le 11 octobre 1964, à Eustis, en Floride, est un ancien joueur américain de basket-ball. Il évolue durant sa carrière au poste d'ailier.